# Victor Bérard
Victor Bérard, född 10 augusti 1864, död 13 november 1931, var en fransk filolog och politisk författare.
Bland Bérards verk märks Les Phéniciens et l'Odyssée (2 band, 1902-03), La France et Guillaume II (1907), Genève et les traités (2 band, 1930), L'Odyssée d'Homére (1932), Dans le silage d'Ulysse (1933) och Introduction à l'Odyssée (2:a upplagan, 3 band, 1933).